# Малая Хайча
Малая Хайча (укр. Мала Хайча) — село на Украине, основано в 1950 году, находится в Овручском районе Житомирской области. Расположено на реке Хайчанка.
Код КОАТУУ — 1824281103. Население по переписи 2001 года составляет 368 человек. Почтовый индекс — 11150. Телефонный код — 4148. Занимает площадь 0,178 км².

## Адрес местного совета
11150, Житомирская область, Овручский р-н, с.Великая Хайча